# Telson elongatus
Telson elongatus är en kräftdjursart som beskrevs av Arthur Sperry Pearse 1952. Telson elongatus ingår i släktet Telson och familjen Telsidae. Inga underarter finns listade i Catalogue of Life.